# Корбет, Брэди
Брэди Джеймс Монсон Корбет (англ. Brady James Monson Corbet, род. 17 августа 1988) — американский актёр и режиссёр. Наиболее известные фильмы с его участием — «Тринадцать», «Загадочная кожа» и «Забавные игры». Двукратный призёр 72-го Венецианского кинофестиваля (2015) за фильм «Детство лидера». Лауреат премий «Золотой глобус» и BAFTA, обладатель Серебряного льва, как лучший режиссёр, за фильм «Бруталист».

## Биография
Брэди Корбет родился 17 августа 1988 года в Скотсдейле, штат Аризона. В двенадцатилетнем возрасте он сыграл свою первую роль (в одном из эпизодов американского телесериала «Король Квинса»). В 2003 году Корбет исполнил роль Мэйсона Фрилэнда в молодёжной драме «Тринадцать», а через год — роль Брайана Лэки в фильме «Загадочная кожа».
В 2008 году Брэди Корбет стал лауреатом кинопремии «Молодой Голливуд», за роль Питера в фильме «Забавные игры» режиссёра Михаэля Ханеке. В том же году Корбет сам стал режиссёром — он снял короткометражный фильм Protect You + Me, отмеченный поощрительной премией на кинофестивале «Сандэнс».
Корбет с 2014 года встречается с норвежским режиссёром Моной Фаствольд, в том же году у них родилась дочь.

## Избранная фильмография
| Год  |   | Русское название                    | Оригинальное название             | Роль           |
| ---- | - | ----------------------------------- | --------------------------------- | -------------- |
| 2000 | с | Король Квинса                       | The King of Queens                | Стью           |
| 2003 | ф | Тринадцать                          | Thirteen                          | Мэйсон Фрилэнд |
| 2003 | с | Оливер Бин                          | Oliver Beene                      | Спенсер        |
| 2004 | ф | Предвестники бури                   | Thunderbirds                      | Алан Трэйси    |
| 2004 | ф | Загадочная кожа                     | Mysterious Skin                   | Брайан Лэки    |
| 2006 | с | 24 часа                             | 24                                | Дэрек          |
| 2007 | ф | Забавные игры                       | Funny Games U.S.                  | Питер          |
| 2008 | с | Закон и порядок                     | Law & Order                       | Патрик         |
| 2010 | с | Закон и порядок: Специальный корпус | Law & Order: Special Victims Unit | Генри          |
| 2011 | ф | Меланхолия                          | Melancholia                       | Тим            |
| 2011 | ф | Марта, Марси Мэй, Марлен            | Martha Marcy May Marlene          | Уоттс          |
| 2013 | ф |                                     | Regular Boy                       |                |
| 2014 | с | Что знает Оливия?                   | Olive Kitteridge                  | Генри Тибодо   |

| Год  |   | Русское название | Оригинальное название     | Роль                          |
| ---- | - | ---------------- | ------------------------- | ----------------------------- |
| 2018 | ф | Лунатик          | The Sleepwalker           | сценарист                     |
| 2015 | ф | Детство лидера   | The Childhood of a Leader | режиссёр, сценарист, продюсер |
| 2018 | ф | Голос люкс       | Vox Lux                   | режиссёр, сценарист           |
| 2024 | ф | Бруталист        | The Brutalist             | режиссёр, сценарист, продюсер |
| 2025 | ф | Энн Ли           | Ann Lee                   | сценарист, продюсер           |